# Bifosfato de sodio
Los bifostatos de sodio son compuestos ácidos, son parte del cualquier elemento pero que tenga terminación (OSO) e (ICO).
Por ej.:
Hg+H+So4------>Hg1H1SO5
(bisulfato mercuroso)    (sulfato ac. de Hg)
Ca(H+So4)2---->Ca1HSO6
(bisulfato de calcio)     (sulfato ac. de Ca)
Fe(H+So4)2---->Fe1So7
(bisulfato de fierro)    (sulfato ac. de fe)

FÓRMULA                TRADICIONAL                   STOCK                    SISTEMÁTICA
- -*  Hg(HSo4)        bisulfato mercuroso       H.sulfato ac. de (Hg)|        tetraóxido de Hg

- -*  Ca(HSo4)2       bisulfato de calcio       H.sulfato ac. de (Ca)||       tetraóxido de Ca

- -*  Fe(HSo4)2       bisulfato de hierro       H.sulfato ac. de (Fe)||       tetraóxido de fe